# سییراویستا ساوت ایست (آریزونا)
سییراویستا ساوت ایست (به انگلیسی: Sierra Vista Southeast) یک منطقهٔ مسکونی در ایالات متحده آمریکا است که در شهرستان کوچیز، آریزونا واقع شده‌است. سییراویستا ساوت ایست ۲۸۷٫۱۹ کیلومتر مربع مساحت و ۱۴٬۷۹۷ نفر جمعیت دارد.